# 牧志朝忠

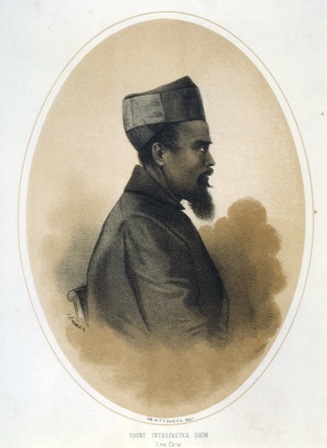
『ペリー日本遠征記』(1856年)に掲載された肖像画

牧志 朝忠（まきし ちょうちゅう、嘉慶23年（1818年） - 同治元年7月19日（1862年8月14日））は、琉球王国末期の官僚、政治家、通訳。板良敷 朝忠（いたらしき ちょうちゅう）とも呼ばれる。

## 概要
首里に生まれる。名は向永功。牧志親雲上朝忠と名乗る。当初は板良敷、次に大湾、最後に牧志と称した。国王尚氏の一族だが士族であった。
国学で学んで優秀さを認められ、1838年の冊封謝恩使に随行して北京に留学、中国語を学んだ。
琉球は1816年、英国軍艦ライラ号のバジル・ホール艦長が滞在して以来、ここまで10回近い西洋船来航があり、アヘン戦争以降は増加傾向にあった。
帰国後は、安仁屋政輔（与世山政輔（東順法））に英語の手ほどきを受け、1844年に異国通詞となる。英国人宣教師ベッテルハイムからも、更に深く英語を学んだ。その後、仏人宣教師カションからも仏語を学んでいる。また、松村宗棍より唐手を学んだという。西洋船との交渉で、警戒に当たる薩摩藩当局に能力を認められ、結びつきを深めた。1851年には、西洋人との交渉にあたった功績を薩摩藩名義で褒賞される。同年、帰国のために琉球に寄航したジョン万次郎の取調べを担当し、米国史と政治体制についての教えを受けた。この知識が後のペリー艦隊との交渉で、米国側を驚かせた。
1853年5月には米国ペリー艦隊が来訪し、通詞として交渉にあたった。上海で雇われペリーの秘書役を務めたベイヤード・テイラーの手記や、ペリー帰国後に公刊された総合報告書『ペリー日本遠征記』（1856年）では「イチラジチ（Ichirazichi）」と記録されている。「日本遠征記」には発言した内容がそのまま記録されているが、やや片言で流暢とは言えないものの意味は通ずる英語力であった。この琉球来航と日本への来航計画は薩摩より幕府に通報されたが、7月の浦賀への黒船来航の対応には上手く生かされなかった。1854年1月には、ペリー艦隊の来航直後に、露のプチャーチン艦隊が那覇に寄港した。7月には琉米修好条約、1855年11月には琉仏修好条約が結ばれている。
1855年に大湾（読谷村大湾）地頭、1858年に牧志（那覇市牧志）地頭となり、ここで牧志親雲上と名乗った。これらの昇進も、薩摩の引きがあればこそである。
薩摩藩主島津斉彬は、数々の藩政改革を推し進め、幕政への関与もにらんでの軍備増強を図っていた。斉彬は幕府老中阿部正弘から、名目上の外国である琉球と、諸外国との通商を容認する言質をとり、琉球を経由してフランスよりの軍艦・兵器の購入や交易を計画した。1857年そこで琉球王府高官のうち、薩摩に協力的でない三司官の座喜味盛普を罷免させ、交代人事でも親薩摩派を選出させた。その中でも牧志は斉彬の声掛かりで、身分や慣例を無視し閣僚に当たる表十五人のうち日帳主取（外務次官に相当）に任命された。フランスとの交渉には、薩摩から市来四郎が派遣され、琉球側は牧志や御物奉行（財務大臣に相当）の恩河朝恒（向汝霖）らがあたっている。
ところが、1858年の斉彬の急死で事態は一変する。薩摩藩では、斉彬の改革路線を苦々しく見ていた先代の斉興と保守派が実権を握り、斉彬派の西郷隆盛らが排斥された。また、欧米との貿易は打ち切られることとなる。とはいえフランスとは既に契約を結んでしまい、現場担当の市来をはじめとした薩摩役人と牧志らは解約に苦慮した。
琉球王府内の反薩摩派は、薩摩の政変を注意深く見極め、島津久光が積極的に介入はしないと確信し、親薩摩派（斉彬派）への報復に動きだした。1859年、座喜味罷免後の三司官選挙での不正、薩摩との贈収賄や公金横領、国王廃立の謀反といった容疑で、三司官の小禄良忠（馬克承）、王族の玉川王子朝達、牧志、恩河らが逮捕、尋問された（牧志恩河事件）。それぞれに拷問が加えられ自白を強要される。玉川王子も拷問にかけられるところを、津波古政正（東国興）が反対し、王母に訴えて刑を免れさせた。翌年、牧志が選挙での不正を自白し、牧志は久米島に10年の流刑、恩河は同じく6年、小禄は伊江島に500日、玉川王子は蟄居の身となった。恩河は刑確定まで獄中にあったが、同年、拷問で衰弱し流刑前に死亡した。牧志は刑確定後も牢獄に収監されたままであった。
1862年6月、英語教授役とすべく、薩摩役人が牢獄に押し掛けて牧志を保護し、鹿児島への上国を命じたが、伊平屋島沖で船から身を投げて自殺した。これには反薩摩派の暗殺説もある。
この件での薩摩藩の思惑は生麦事件への対処のために英語能力が必要とされたとの説が有力であったが、牧志の死は7月19日（旧暦）、生麦事件は8月21日（旧暦）であり、正確な理由は判然としない。なお、牧志の在番薩摩藩士への英語教授は、1853年から行われていた。